# آی او
آی اُ (به انگلیسی: iiO) یک گروه موسیقی رقص نیویورکی بود که متشکل از نادیا علی ترانه‌سرا و خواننده و مارکوس موزر تهیه‌کننده بود.